# Giustino Fortunato (1777-1862)
Pour l’article ayant un titre homophone, voir Giustino Fortunato.
Giustino Fortunato (Rionero in Vulture, 20 août 1777 - Naples, 22 août 1862) est un magistrat et homme politique italien du XIXe siècle.

## Biographie
Il était juge de paix au cours de la République parthénopéenne, magistrat pendant la décennie napoléonienne et premier ministre du royaume des Deux-Siciles (1849-1852). Son petit-neveu homonyme était un historien et homme politique, connu pour son engagement sur la question méridionale.